# اچ‌سی‌ال
اچ‌سی‌ال (به انگلیسی: HCL Technologies) شرکت خدمات فناوری اطلاعات هندی است، که در زمینه مشاور مدیریت، مشاوره اطلاعاتی و برون‌سپاری فعالیت می‌نماید.
شرکت اچ‌سی‌ال در سال ۱۹۹۱ توسط شیو نادر تأسیس شد و در حال حاضر به‌عنوان پنجمین شرکت ارائه‌کننده خدمات فناوری اطلاعات در کشور هند محسوب می‌شود، همچنین این شرکت در رتبه ۴۸ از بزرگترین شرکت‌های فناوری اطلاعات در جهان به‌شمار می‌آید.
دفتر مرکزی این شرکت در شهر نویدا، اوتار پرادش، هند قرار دارد و بخشی از سهام آن در بازارهای بورس اوراق بهادار بمبئی و بورس اوراق بهادار ملی هند معامله می‌شود.